# Communications in Partial Differential Equations
Communications in Partial Differential Equations  ist eine monatlich erscheinende mathematische Fachzeitschrift, die Arbeiten über alle theoretischen Aspekte partieller Differentialgleichungen, sowie auch über ihre Anwendungen in anderen Gebieten der Mathematik veröffentlicht.
Sie erscheint seit 1976 und wird von Taylor & Francis in Philadelphia herausgegeben.